# Daniel Allerstorfer
Daniel Allerstorfer (* 4 de diciembre de 1992 en Rohrbach in Oberösterreich) es un judoka austriaco y tres veces campeona estatal de Austria (2013, 2015, 2017) en la categoría de peso de judo general más alta +100 kg. Es un cinturón negro de secundo grado.

## Carrera
Daniel Allerstorfer se convirtió en Campeón de Europa Sub-20 en septiembre de 2011 en el Campeonato de Europa del 16 al 18 de septiembre. Septiembre de 2011 en Lommel, Bélgica. Aunque ya era un éxito a nivel nacional en este momento, esta victoria fue el pistoletazo de salida para la carrera internacional del atleta hasta la fecha.
Estuvo parte del equipo UJZ Mühlviertel de la primera división austriaca hasta 2022. Estuvo en el equipo A de la Asociación Austriaca de Judo. Es un atleta activo en el Heeressportzentrums  de las Fuerzas Armadas de Austria. Como atleta del ejército, actualmente tiene el grado de Zugsführer.
Daniel Allerstorfer tiene cinco peleas en la segunda Bundesliga alemana para el KSC Asahi Spremberg y una pelea para el campeón alemán de judo 2013 TSV Abensberg, las seis que ganó con ippon.
Desde el 13 de mayo de 2013 hasta 4 de noviembre de 2014 fue constantemente el número uno en el ranking europeo de judo hasta que se centró en ascender en el ranking mundial. El 3 de junio de 2013, estuvo entre los 100 primeros en el ranking mundial de judo por primera vez. Daniel Allerstorfer ha estado entre los 50 primeros en el ranking mundial desde el otoño de 2013. El 3 de noviembre de 2014 ocupó el puesto 20, su mejor ubicación hasta la fecha.
En mayo de 2015 se clasificó por primera vez al Judo Masters Marruecos. En junio de 2016, finalmente se clasificó para los Juegos Olímpicos de Verano de 2016 en Río de Janeiro.
Desde la primavera de 2018 hasta el otoño de 2018, Daniel Allerstorfer resultó herido. Una doble hernia discal lo había dejado fuera de combate.
Daniel Allerstorfer es el representante masculino del estado federal de Alta Austria del movimiento antidopaje "Star Ribbon". 
Allerstorfer tuvo su última aparición como atleta del equipo nacional de Austria en el Gran Premio de Judo de Alta Austria 2023 .

## Palmarés internacional

### Copa Mundial
- 2013: Bucarest (Rumania)
- 2013: Glasgow (Reino Unido)
- 2014: Astaná (Kazajistán)
- 2014: Taskent (Uzbekistán)
- 2015: Taskent (Uzbekistán)
- 2015: Port Louis (Mauricio)
- 2017: Bucarest (Rumania)
- 2018: Cancún (México)

### Copa de Europa
- 2012: Boras (Suecia)
- 2013: Londres (Reino Unido)
- 2013: Oremburgo (Rusia)
- 2013: Boras (Suecia)